# Bartagamen
Die Bartagamen (Pogona) sind eine Gattung der Schuppenkriechtiere aus der Familie der Agamen. Die Gattung ist mit derzeit acht anerkannten Arten in Australien verbreitet. Sie wurde 2022 zum ersten Heimtier des Jahres ernannt.

## Beschreibung
Bartagamen sind mittelgroße bis große Echsen. Sie erreichen Gesamtlängen von 30 bis 50 cm, dabei entfallen auf den Schwanz die Hälfte bis zwei Drittel der Gesamtlänge. Der Körper ist dorsoventral schwach oder stark abgeflacht, die Beine sind relativ kurz. Das Trommelfell liegt frei. Auffallendstes Merkmal sind die vielen Stacheln auf Rumpf, Beinen und Schwanz, insbesondere eine Stachelreihe entlang der Flanken, eine Stachelreihe an der Kopfbasis sowie eine weitere Stachelreihe an der Hinterkante des Unterkiefers, die sich bei den meisten Arten bis über die Kehle ausdehnt und so einen „Bart“ bildet. Die Tiere sind überwiegend grau-braun gefärbt, mit dunkelgrauer oder schwarzer Musterung.
Durch gezielte Züchtungen sind aber auch Farbvarianten von weiß über gelb bis rot möglich.

## Verbreitung und Arten

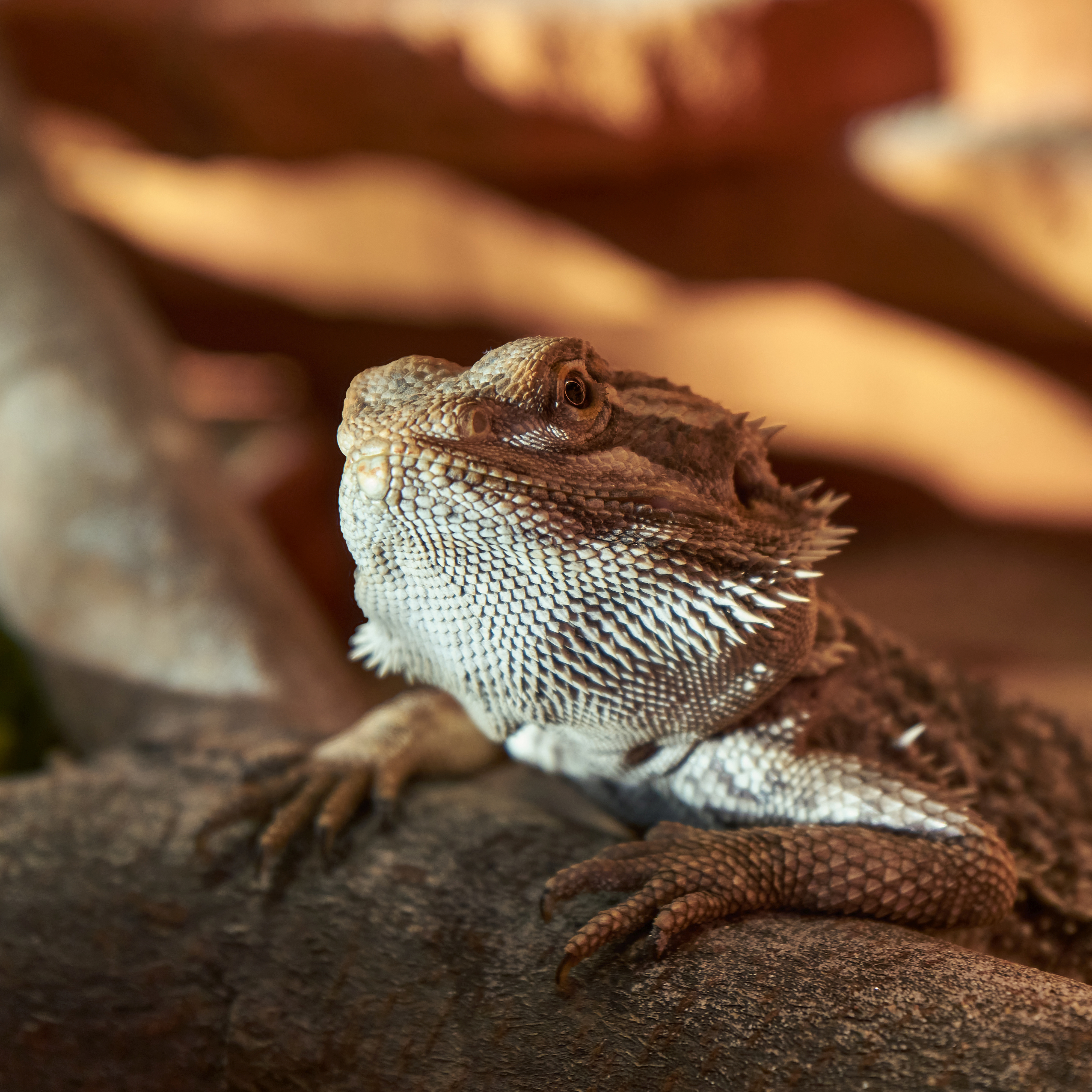
Streifenköpfige Bartagame (Pogona vitticeps), Kopf

Bartagamen kommen ausschließlich in Australien vor. Zurzeit werden acht Arten anerkannt.
Die meisten Arten bewohnen baum- und buschbestandene Lebensräume, nur
- Zwergbartagame (Pogona henrylawsoni) (Nordöstliches Zentralaustralien)

bewohnen ausschließlich Halbwüsten mit Grasbewuchs.
- Östliche Bartagame (Pogona barbata) (Ostaustralien, leben häufig auch in besiedelten Bereichen)
- Westliche Bartagame (Pogona minor) (West- bis Zentralaustralien)
- Streifenköpfige Bartagame (Pogona vitticeps) (Zentral- bis Südaustralien)

besiedeln jeweils große Teile Australiens;
- Kimberley-Bartagame (Pogona microlepidota) (Nordwestliches Australien)
- Kleine Bartagame (Pogona minima) (Houtman-Abrolhos-Archipel, Westaustralien)
- Mitchells Bartagame (Pogona mitchelli) (Westliches und nördliches Australien)
- Nullarbor-Bartagame (Pogona nullarbor) (Nullarbor-Ebene im südlichen Zentralaustralien)

haben relativ kleine Verbreitungsgebiete.

## Lebensweise

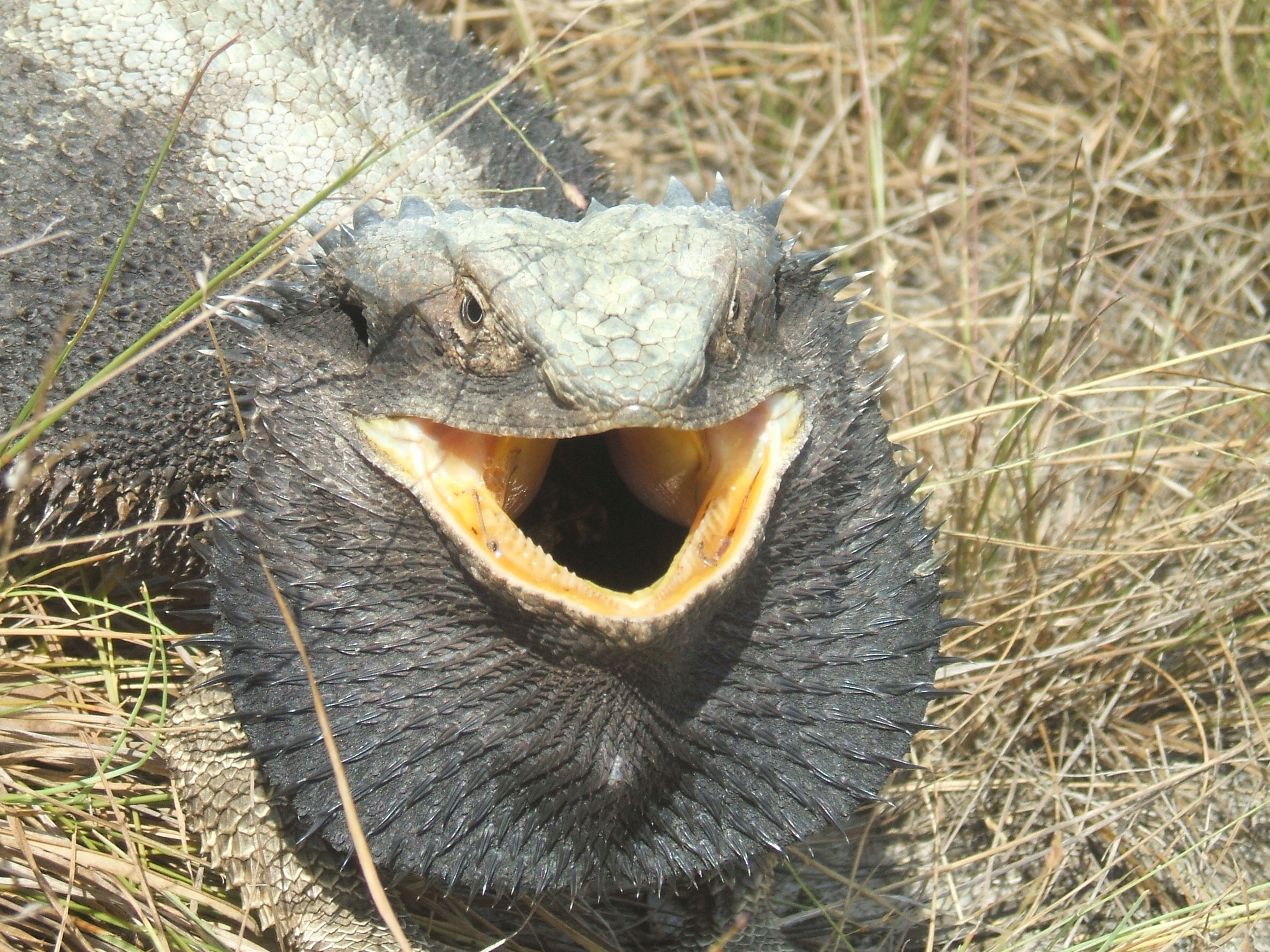
Östliche Bartagame (Pogona barbata), Drohverhalten.

Fast alle Arten sind semiarboricol und ruhen gern auf Baumstämmen, Baumstümpfen oder Zaunpfählen. Bartagamen sind Allesfresser, die Nahrung umfasst kleine Wirbeltiere, Wirbellose, Blätter, Blüten und Früchte. Bei Bedrohung flachen die Tiere den Körper ab, und dehnen die Kehle mit dem Bart durch Kontraktion von Muskeln aus, die an knorpeligen Strukturen der Kehle (dem sogenannten Zungenbeinskelett) ansetzen. Gleichzeitig öffnen sie das Maul und präsentieren das gelbe oder rosafarbene Innere des Mauls. Die Lebenserwartung von Bartagamen liegt in der freien Wildbahn bei 20 Jahren und in Gefangenschaft bei 10 bis 15 Jahren. In kälteren Jahreszeiten halten Bartagame 2 bis 3 Monate Winterruhe.

## Weiterführende Literatur
- Gunther Köhler, Karsten Grießhammer, Norbert Schuster: Bartagamen. Biologie, Pflege, Zucht, Erkrankungen. Herpeton-Verlag Köhler, Offenbach 2004, ISBN 3-936180-04-0.
- Andree Hauschild: Die Bartagame. Pogona vitticeps. 8. Auflage. Natur-und-Tier-Verlag, Münster 2013, ISBN 978-3-937285-20-7.
- Christian Freynik, Oliver Drewes: Die Bartagame, Zwergbartagame und Australische Taubagame. Vivaria-Verlag, Meckenheim 2011, ISBN 978-3-9813176-4-0.
- Oliver Schmid: Bartagamen. Deutschlands großer Ratgeber. BookRix-Verlag, München 2016, ISBN 978-3-7396-3367-1.